# Jugoslavismo

Bandiera del Regno di Jugoslavia.

Bandiera della Repubblica Socialista Federale di Jugoslavia.

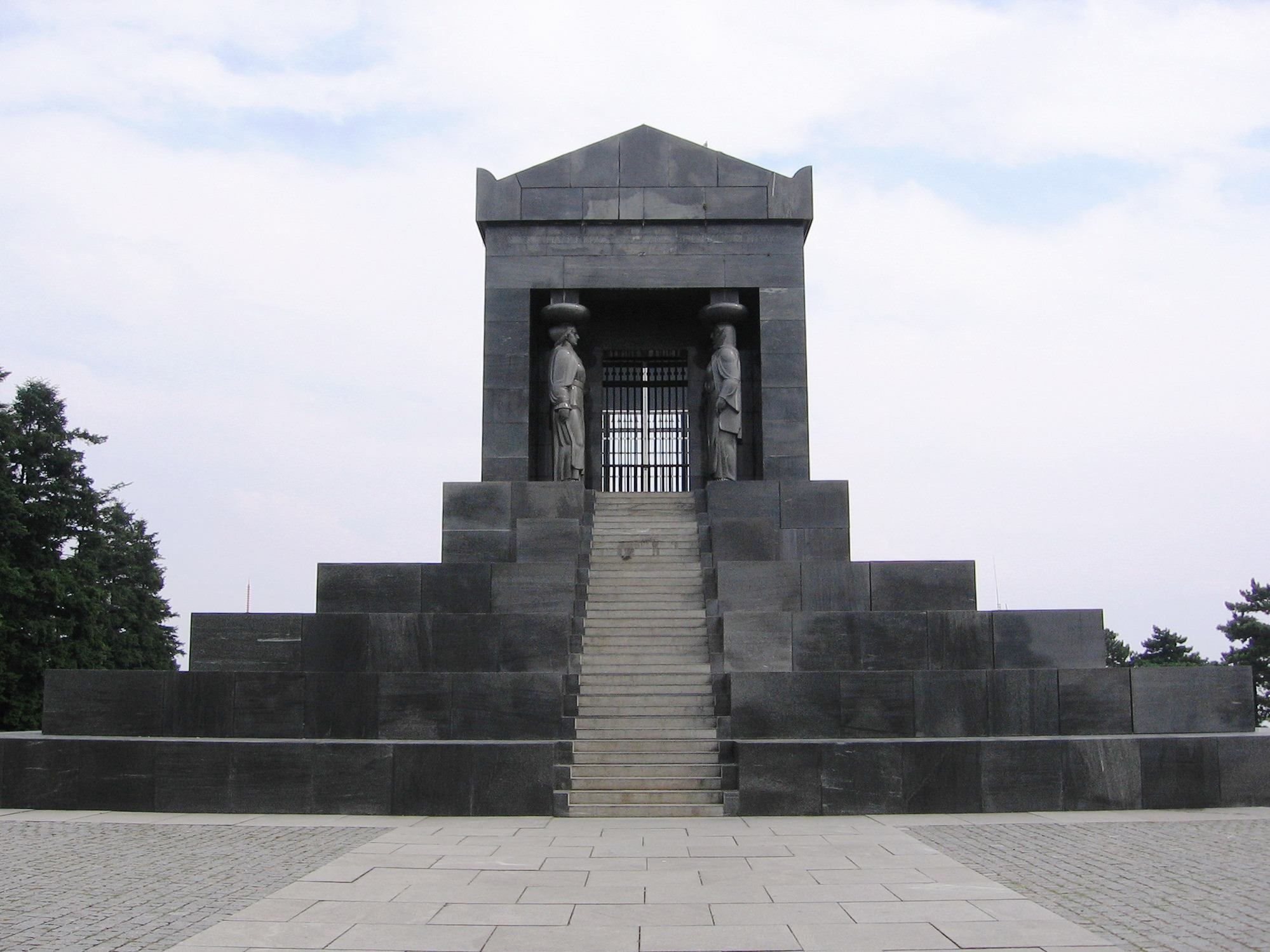
Monumento al Milite Ignoto a Belgrado.

Lo jugoslavismo o iugoslavismo è una corrente politico-ideologica mirante all'unificazione di tutti i popoli slavi meridionali, ossia quelli stanziati nella penisola balcanica. Variante del panslavismo e a esso strettamente legata nella genesi e nello sviluppo, approdò, nel 1918, alla formazione del Regno dei Serbi, Croati e Sloveni, più tardi rinominato Regno di Jugoslavia (1929). Dopo la seconda guerra mondiale lo Stato divenne una repubblica federale di ordinamento socialista (Repubblica Socialista Federale di Jugoslavia) fino alla sua dissoluzione negli anni novanta del XX secolo; nonostante l'attuale frammentazione politica, tuttavia, lo iugoslavismo conta ancora numerosi sostenitori; tra i più noti c'erano il poeta e sceneggiatore Bosgnacco Abdulah Sidran, deceduto nel 2024 a Sarajevo,e lo scrittore Predrag Matvejević, morto a Zagabria nel 2017.

## Lo jugoslavismo tra le due guerre
Con la fondazione del Regno dei Serbi, Croati e Sloveni, l'idea che i popoli slavi meridionali rappresentassero un unico gruppo nazionale divenne ideologia ufficiale dello Stato. Si consolidò una visione che considerava gli jugoslavi un «popolo dai tre nomi» (serbo, croato e sloveno). Serbi, croati e sloveni venivano spesso definite le tre tribù della nazione jugoslava. Tale versione dello jugoslavismo venne integrata nelle politiche dell'identità promosse dalle istituzioni statali. Con l'istaurazione della dittatura di Re Alessandro I di Jugoslavia, il 6 gennaio del 1929, si verificò una intensificazione della politica di nation-building jugoslavista nel Paese. Su iniziativa del sovrano, venne promossa una variante "integrale" dello jugoslavismo, che rinunciava al riconoscimento delle differenze "tribali" e puntava al consolidamento di una nazione jugoslava indivisa. Tale approccio venne ridimensionato dopo l'assassinio di Re Alessandro I di Jugoslavia, il 9 ottobre 1934 a Marsiglia.

## Lo jugoslavismo nella Jugoslavia socialista

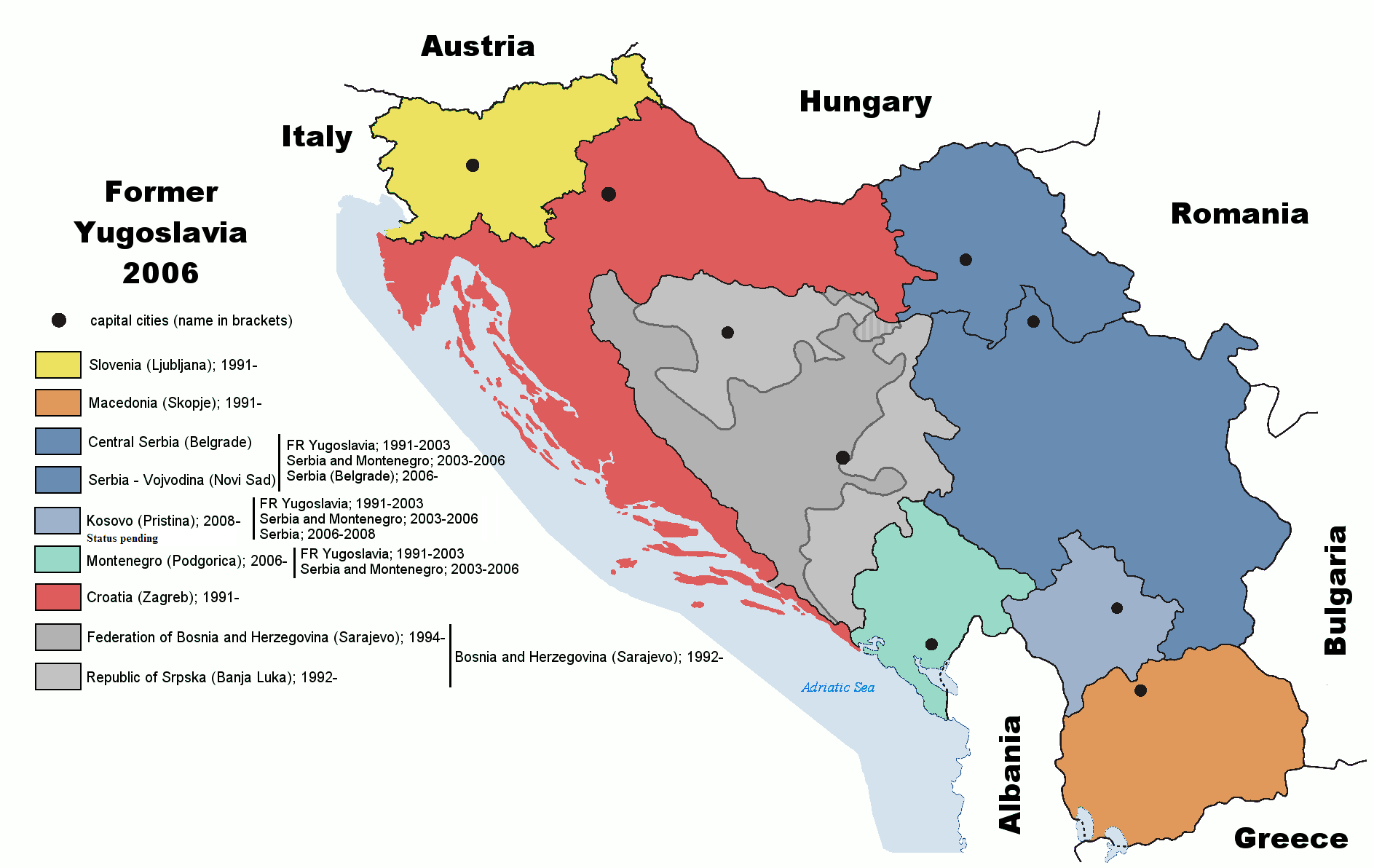
Mappa della Jugoslavia.

Il Partito Comunista di Jugoslavia/Lega dei Comunisti di Jugoslavia mantenne una politica di sostegno all'unificazione dei popoli jugoslavi, rigettando tuttavia lo jugoslavismo di epoca monarchica. Lo jugoslavismo socialista riconosceva le singole e separate identità nazionali di serbi, croati, sloveni, montenegrini e macedoni (negli anni sessanta verranno riconosciuti anche i bosniaci musulmani/bosgnacchi) e ne organizzava la convivenza attraverso un sistema federale. Tale approccio era espresso dal motto "fratellanza e unità", affermatosi durante la seconda guerra mondiale, nel corso della resistenza partigiana condotta dalle forze guidate dal Partito contro le forze occupanti dell'Asse. Nella Jugoslavia socialista l'identità socialista e quella jugoslava si affiancavano e contaminavano. Le politiche dell'identità oscillarono tra la valorizzazione della prossimità culturale tra le nazioni slavomeridionali e la rappresentazione dello jugoslavismo come una forma di internazionalismo declinato a livello locale, che poteva risultare inclusivo anche delle minoranze nazionali che vivevano nella federazione jugoslava. Il primo approccio fu prevalente negli anni quaranta e cinquanta, mentre il secondo si affermò in particolare a partire dall'inizio degli anni sessanta.